# Dino Bevab
Dino Bevab (sinh 13 tháng 1 năm 1993) là một cầu thủ bóng đá Bosnia và Herzegovina thi đấu cho FK Olimpik ở Giải bóng đá ngoại hạng Bosnia và Herzegovina.